# Яцково-Влосцянське
Яцково-Влосцянське (пол. Jackowo Włościańskie) — село в Польщі, у гміні Насельськ Новодворського повіту Мазовецького воєводства.
Населення — 128 осіб (2011).
У 1975-1998 роках село належало до Цехановського воєводства.

## Демографія
Демографічна структура станом на 31 березня 2011 року:
|          | Загалом | Допрацездатний вік | Працездатний вік | Постпрацездатний вік |
| -------- | ------- | ------------------ | ---------------- | -------------------- |
| Чоловіки | 59      | 15                 | 37               | 7                    |
| Жінки    | 69      | 21                 | 36               | 12                   |
| Разом    | 128     | 36                 | 73               | 19                   |